# San Colombano al Lambro
San Colombano al Lambro ist eine italienische Gemeinde mit 7344 Einwohnern (Stand 31. Dezember 2023) in der Metropolitanstadt Mailand, Region Lombardei. Die Gemeinde befindet sich etwa 40 Kilometer südöstlich der Stadt Mailand und liegt am Fluss Lambro, der von Mailand kommend wenige Kilometer südlich in den Po fließt.
Die Nachbarorte von San Colombano al Lambro sind Borghetto Lodigiano (LO), Graffignana (LO), Livraga (LO), Miradolo Terme (PV), Orio Litta (LO) und Chignolo Po (PV).

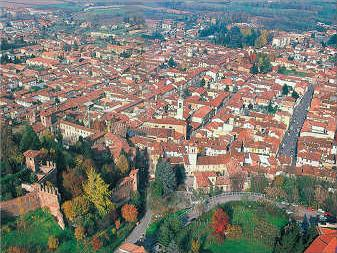
Panorama

## Bevölkerungsentwicklung
San Colombano al Lambro zählt 3109 Privathaushalte. Zwischen 1991 und 2001 stieg die Einwohnerzahl von 6970 auf 7258. Dies entspricht einem prozentualen Zuwachs von 4,1 %.

## Wein
Hier werden die gleichnamigen Rot- und Weißweine mit geschützter Herkunftsbezeichnung (DOC) produziert.